# دانيال فلوريس (لاعب كرة قدم)
دانيال فلوريس (بالإنجليزية: Daniel Flores)‏ هو لاعب كرة قدم أمريكي، ولد في 11 مايو 2003 في الولايات المتحدة.